# Marolinta
Marolinta is een plaats en commune in het zuiden van Madagaskar, behorend tot het district Beloha, dat gelegen is in de regio Androy. Tijdens een volkstelling in 2001 telde de plaats 11.386 inwoners. De plaats is gelegen aan de rivier Menarandra, in de buurt van de Baai van Langarano.
De plaats biedt enkel lager onderwijs aan. 50% van de bevolking werkt als landbouwer, 40% houdt zich bezig met veeteelt en 5% verdient zijn brood als visser. Het meest belangrijke landbouwproduct is mais; overige belangrijke producten zijn maniok, zoete aardappelen en cowpeas. Verder is 5% actief in de dienstensector.